# Biển Bali
Biển Bali (tiếng Indonesia: Laut Bali) là một vùng nước ở phía bắc đảo Bali và phía nam đảo Kangean thuộc Indonesia. Biển này tạo thành phần phía tây nam của biển Flores và eo biển Madura thông vào nó từ phía tây.
Biển Bali đôi khi được gộp cùng biển Flores vì các mục đích hải dương học, tuy nhiên, trong một số bản đồ hàng hải, biển Bali được vẽ ra như là một biển khác biệt để phục vụ cho hàng hải. Biển này, là một phần của biển Mediterranean Australasia, có diện tích khoảng 45.000 km² (17.375 dặm vuông) và độ sâu tối đa khoảng 1.590 m (5.217 ft).
Sự lưu thông và các tính chất của khối nước trong biển Bali là sự tiếp nối từ biển Flores sang biển Java ở phía bắc. Trong hải dương học, biển Bali có liên quan với Luồng xuyên Indonesia một hải lưu chuyển động từ Thái Bình Dương sang Ấn Độ Dương, luồng chảy của nó chủ yếu vượt qua eo biển Bali và eo biển Lombok.
Trong lịch sử các trận sóng thần (tsunami) đã ghi chép lại, biển Bali là nơi hứng chịu một vài trận sóng thần. Phun trào đỉnh Tambora năm 1815 (thang độ 7 trong Chỉ số nổ núi lửa) đã tạo ra sóng thần vào ngày 22 tháng 9 năm 1815 tại tọa độ 8°00′N 115°12′Đ / 8°N 115,2°Đ và ba năm sau (ngày 8 tháng 9 năm 1818) từ các hoạt động núi lửa xảy ra sau đó tại tọa độ 7°00′N 117°00′Đ / 7°N 117°Đ. Hai trận sóng thần khác được ghi chép vào năm 1857 và năm 1917 với độ cao tối đa 3 m (10 ft) và 2 m (7 ft).